# Taxe foncière
Ne doit pas être confondu avec cotisation foncière des entreprises.
 (mars 2023).
La taxe foncière ou impôt foncier est un impôt local dû tous les ans par le propriétaire ou l'usufruitier d'un bien immobilier. 

## Comparaisons
Selon une étude commandée par la Fédération des promoteurs immobiliers (FPI) en 2014, la France a, en Europe, « la fiscalité la plus élevée en matière d'impôts locaux liés au logement : taxe foncière et taxe d'habitation ». Depuis 2023, plus aucun ménage français n'est redevable de la taxe d'habitation sur sa résidence principale.
Selon une étude de Coe-Rexecode, comparant la fiscalité de 5 pays européens, en 2012, le taux français d'impôts fonciers et immobiliers est le plus élevé avec 2,6 % du PIB devant le Royaume-Uni 1,6 %, l'Italie 1,4 %, l'Espagne 1,1 % et l'Allemagne 0,4 %.

## En Belgique
Précompte immobilier
Le « précompte immobilier » que le grand public appelle parfois aussi « impôt foncier » est prélevé sur le revenu cadastral indexé de biens immobiliers situés en Belgique.
Le précompte immobilier est prélevé par, chacune pour sa part, la région, la province et la commune dans lesquelles le bien immobilier est situé.
Le taux de base du précompte immobilier revient à la région et constitue un pourcentage fixe. Les provinces et les communes peuvent lever des « centimes additionnels » en plus de la part de la région.
Les centimes additionnels sont définis de manière autonome par chaque province et par chaque commune séparément. Il s'ensuit que le taux du précompte immobilier varie d'une commune à l'autre et qu'il existe donc aussi des communes « chères » et des communes « bon marché ».
C'est surtout dans les grandes villes que le taux du précompte immobilier augmente et qu'il peut atteindre 50 % du revenu cadastral (indexé).
Pour les biens immobiliers nouvellement construits, le précompte immobilier est dû pour la première fois pour l'année qui suit l'année de l'occupation du bien immobilier (et non pas pour l'année d'occupation proprement dite). Par exemple, en cas de première occupation d'une habitation au 30 septembre 2009, le précompte immobilier est dû pour la première fois en 2010.
Taxe sur les secondes résidences
La plupart des communes ajoutent à cet impôt foncier une taxe sur les secondes résidences. Elle est due pour tout bien immobilier à l’adresse duquel aucune personne n'est domiciliée de manière permanente. Des exonérations sont souvent prévues pour des biens en cours de vente ou sans occupation avérée et des taux réduits appliqués pour l'occupation par un étudiant (kot).
Taxes communales diverses
La plupart des communes ajoutent diverses taxes sur les immeubles, notamment sur :
- les immeubles ayant une affectation de bureaux ;
- les immeubles bâtis totalement (ou partiellement) inoccupés ;
- les immeubles déclarés insalubres (ou inhabitables) ;
- les immeubles inachevés ;
- les terrains constructibles et non bâtis ;
- les immeubles subdivisés en logements multiples sans permis d'urbanisme[4],[5].

## En France
En France, on appelle communément « taxe foncière » l'ensemble des sommes figurant sur l'avis d'imposition correspondant. Cet avis peut, en réalité, comporter trois impôts différents :
- la taxe foncière sur les propriétés bâties (TFPB) ;
- la taxe foncière sur les propriétés non bâties (TFPNB) ;
- la taxe d'enlèvement des ordures ménagères (TEOM).

Ces taxes sont issues des contributions directes établies sous la Révolution française à partir de 1791. La réforme de la fiscalité directe, prévue par l'ordonnance no 59-108 du 7 janvier 1959, est mise en application à partir de 1974 par le gouvernement de Pierre Messmer (et son ministre de l’Économie et des Finances, Valéry Giscard d'Estaing) sous la présidence de Georges Pompidou. La contribution foncière donne naissance en 1914 et 1917 aux contributions foncières bâtie et non bâtie, puis en 1974 aux taxes foncières sur les propriétés bâties et non bâties, la contribution mobilière se transformant en 1974 en taxe d'habitation, la contribution de la patente voyant se substituer à elle en 1976 la taxe professionnelle.
Ces taxes contribuent à la formation des ressources fiscales des communes, départements, régions et des groupements de communes dits établissement public de coopération intercommunale (EPCI), tels que les métropoles, communautés urbaines, communautés d'agglomération et communautés de communes.
Ces taxes sont réclamées aux propriétaires, contrairement à la taxe d'habitation et à la cotisation foncière des entreprises qui sont réclamées à la personne occupant des locaux ou à celle qui y a domicilié une activité professionnelle. Dans le cas de locaux professionnels, la taxe foncière peut toutefois être refacturée au locataire si le bail en convient . 
La valeur locative cadastrale contribue à la formation partielle de l'assiette (base de calcul de l'imposition) de la taxe foncière sur les propriétés bâties, de la taxe foncière sur les propriétés non bâties, de la taxe d'habitation et de la taxe professionnelle.
Cet impôt est calculé et recouvré par la direction générale des Finances publiques (DGFiP).

### Les taux appliqués
Le montant de la taxe foncière sur les propriétés bâties est calculé sur la base de la valeur locative du bien (en général inférieures à sa valeur sur le marché) sur laquelle sont perçues des parts régionale, départementale et municipale ainsi que, lorsqu'elles existent, des parts pour les communautés de communes et d'agglomération.
Les taux d'imposition sont votés par les collectivités territoriales (communes, départements, certains EPCI).
Les taux concernant les EPCI sans fiscalité propre (syndicats de communes) sont calculés par l'Administration à partir du produit voté. Dans de nombreux cas, la taxe foncière est le principal impôt pour le financement des communes et les départements.
En 2010, la cotisation totale de la taxe foncière s'est élevée à 33,42 % de la base d'imposition en moyenne. Il existe de fortes disparités entre les communes. Celles qui ont le taux d'imposition le plus fort sont Mizoen (Isère, 86,03 %) et Fontanès-de-Sault (Aude, 85,67 %). À l'opposé, Neuilly-sur-Seine (Hauts-de-Seine) a le taux le plus faible (9,03 %) devant Thiverval-Grignon (Yvelines, 9,45 %) et Quasquara (Corse-du-Sud, 9,85 %). Parmi les 50 communes françaises les plus peuplées, Grenoble a le taux le plus élevé (52,03 %) devant Caen (50,88 %), Nîmes (50,21 %), Montpellier (50,11 %) et Amiens (49,68 %).
Courbevoie (Hauts-de-Seine) a le taux le plus faible (11,04 %), grâce aux sièges sociaux des grandes entreprises situées dans les tours de La Défense, devant Paris (12,88 %). Lyon et Marseille ont des taux respectifs de 25,38 % et 37,65 %.

### Évolution
- Années 2000 : De 2005 à 2010, pour répondre aux besoins des collectivités locales, à la suite des missions qui leur ont été transférées par l’État ou confiées par de nouvelles lois, les taxes foncières ont en France augmenté de près de 22 % en cinq ans de 2005 à 2010, près de trois fois plus vite que les prix à la consommation[8].
- Années 2010 : En 2010, la taxe foncière représentait 33,42 % de la base d'imposition moyenne, et la révision des valeurs cadastrales prévue pour 2014 (inchangées depuis 1970) risquait d'alourdir la tendance. De 2008 à 2018, cette taxe a gagné 34,7% (moyenne) selon l'Observatoire national des taxes foncière comparée à l'inflation (9,91% pour la même période et les loyers (+9,34%). L'augmentation de cette taxe pourrait en partie compenser la suppression progressive de la taxe d'habitation[9].
- Années 2020 : en 2022, la taxe est payée par 32 millions de contribuables (34 millions en 2024[10]). En 2021, l’État a collecté grâce à elle, plus de 27 milliards d’euros - un chiffre en hausse de 2,9 % par rapport à 2020 -, qui ont été reversés aux collectivités locales. Ceci constitue un montant moyen de 853 euros (932 euros pour les maisons et 760 euros pour les appartements). Selon la DGFiP, près de 60 % des propriétaires ne possèdent qu’une seule propriété et paient 525 euros de taxe foncière en moyenne[11]. En 2023, 16 % des communes ont augmenté le taux de la taxe foncière[12].

Les montants payés de la taxe foncière par les propriétaires ont bondi de 20 % en moyenne en France entre 2018 et 2023, et de 33% entre 2013 et 2023, principalement à cause de l'inflation des valeurs locatives.

### Impacts de la taxe foncière
La taxe foncière est le plus souvent supportée par le propriétaire (sauf baux commerciaux, selon le contrat signé). En revanche, la TEOM est le plus souvent supportée par le locataire (sauf si le propriétaire ne la demande pas en remboursement).
La taxe foncière, hors TEOM, lorsqu'elle est déduite des revenus, réduit l'impôt sur le revenu (et les prélèvements sociaux).

## Au Canada
Au Canada, ce sont les municipalités qui lèvent les taxes foncières ; elles partagent ce champ de taxation avec les commissions scolaires.
Une Loi sur la fiscalité municipale encadre et uniformise la production des rôles d’évaluation municipaux qui servent de base à cette taxe. Ces rôles triennaux sont produits par chaque municipalité (ou par la municipalité régionale de comté dont elle fait partie) ou par une firme privée mandatée par celle-ci.
Le taux de la taxe foncière dans une municipalité est un pourcentage de la valeur inscrite au rôle d’évaluation, valeur inscrite sur la base de la valeur réelle de chaque immeuble, laquelle est en retour définie par la jurisprudence comme équivalente à la valeur marchande. Le taux est établi chaque année par le conseil municipal en fonction des prévisions de dépenses.
Étant donné l’impossibilité d’inscrire tous les immeubles à leur valeur marchande du moment, la loi prescrit que chaque évaluation portée au rôle doit l’être à un même niveau par rapport à la valeur marchande à une certaine date. Chaque année, une municipalité est tenue de vérifier le niveau général des valeurs inscrites en calculant la proportion médiane des valeurs inscrites par rapport à celles indiquées par les transactions effectuées durant l’année. Les valeurs sont ensuite réputées inscrites à ce même pourcentage de la valeur marchande.
Dans le cadre spécifique du système fiscal canadien il ne faut pas confondre la taxe foncière avec la taxe d’affaires (qui s’apparente à la Taxe professionnelle en France). Cette dernière, basée sur la valeur locative de l’espace occupé, est réclamée à l’occupant d’un immeuble commercial ou industriel. Elle aussi est le domaine exclusif des municipalités. En 1992, cette taxe d’affaires a été convertie en une surtaxe sur les immeubles non résidentiels réclamée aux propriétaires d’immeubles. En 2001, cette surtaxe a été abolie et la loi a permis en compensation de fixer des taux de taxe foncière différents selon cinq catégories d'immeubles : les immeubles non résidentiels, les immeubles industriels, les immeubles de six logements et plus, les terrains vagues desservis par les services d’aqueduc et d’égout et les immeubles de la catégorie résiduelle. En 2007, une sixième catégorie s’est ajoutée (immeubles agricoles). La taxe d’affaires a été réintroduite en 2001, mais un plafond combiné a été instauré pour limiter l’effet cumulatif des deux taxes.

## En Suisse
En Suisse, une taxe foncière est payée lors de l'acquisition d'un bien immobilier.
L'impôt foncier est calculé sur la valeur totale de l'immeuble, donc sans défalcation des 
dettes dont il pourrait être grevé. L'impôt foncier est conçu en tant que contrepartie de l'utilisation privée d'une part 
du territoire de la commune où est sis l'immeuble. C'est pourquoi la prise en considération de la capacité financière de la personne tenue de payer l'impôt n'entre pas en ligne de compte. L'assujettissement est provoqué par la simple  existence d'un immeuble. L'imposition est uniquement cantonale et non fédérale et tous les cantons ne la pratiquent pas . 
Il n'y a pas de taxe d'habitation mais une partie de l'impôt sur le revenu est reversée au titre de l'impôt communal [réf. à confirmer], et un impôt sur la valeur locative, calculée comme suit : le propriétaire ajoute à son revenu annuel ce qu'il percevrait théoriquement s'il mettait son propre bien en location.

## En Irlande
Une taxe foncière locale est entrée en vigueur en république d'Irlande le 1er juillet 2013 et est perçue par les commissaires aux recettes. La taxe concerne les propriétés résidentielles. Le propriétaire est en principe redevable (à l'exception du cas de baux conclus pour une durée supérieure à vingt ans, auquel cas c'est le locataire qui est alors redevable). Les recettes financent ainsi la fourniture de services par les autorités locales, notamment les parcs publics, les bibliothèques, les espaces sportifs et les équipements de loisirs, la planification et le développement, les services d'urgence et d'incendie, l'entretien, le nettoyage ou encore l'éclairage des rues.
La taxe est basée sur la valeur marchande du bien, taxée par un système de tranches d'imposition. À partir de 2021, le taux central national de base est de 0,18 % de la valeur d'un bien immobilier jusqu'à 1 million d'euros. Les propriétés évaluées à plus d'un million d'euros sont quant à elles taxées à hauteur de 0,25 % de l'excédent. Depuis le 1er janvier 2015, les autorités locales peuvent faire varier les taux de la LPT jusqu'à 15 % de moins ou de plus que le taux central national.
Dans le cas des propriétés évaluées à plus d'un million d'euros, aucune fourchette ne s'applique - 0,18 % est prélevé sur le premier million d'euros (1 800 €) et 0,25 % sur le reste. Le gouvernement estime que 85 % à 90 % de tous les biens immobiliers entrent dans les cinq premières tranches d'imposition,.